# 1847
1847 (MDCCCXLVII) a fost un an obișnuit al calendarului gregorian, care a început într-o zi de vineri. 

## Evenimente

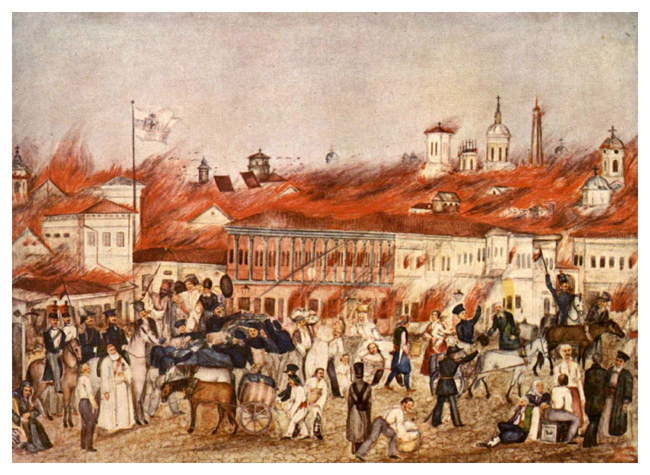
23 martie-4 aprilie: Marele incendiu din București

### Ianuarie
- 4 ianuarie: Samuel Colt vinde primul lui revolver guvernului SUA.

### Martie
- 1 martie: Faustin Soulouque se auto-proclamă împărat al Haiti.
- 23 martie-4 aprilie: Un incendiu uriaș distruge 20% din orașul București.

### Iunie
- 1 iunie: Primul Congres comunist în Londra.

### August
- 19-20 august: Bătălia de la Contreras. Ciocnire decisivă între trupele americane și cele mexicane din timpul Războiului mexicano-american, încheiată cu victoria forțelor americane.

### Noiembrie
- 29 noiembrie: Londra - la al II-lea Congres a Ligii comuniste, Karl Marx și Friedrich Engels sunt responsabili pentru Manifestul Partidului Comunist.

### Nedatate
- ianuarie: Aleksandr Herzen considerat "părintele socialismului rus" părăsește Rusia.
- aprilie: Bătălia de la Cerro Gordo. Confruntare între trupele americane și cele mexicane, încheiată cu victoria armatei SUA, conduse de Winfield Scott.
- Bătălia de la Buena Vista. Bătălie purtată lângă Monterrey, în Mexic, încheiată cu victoria armatei americane condusă de generalul Zachary Taylor, împotriva armatei mexicane condusă de generalui Antonio de Santa Anna.
- Se înființează Fabrica de Țigarete din Timișoara (1847-2003).
- Siemens AG. Firmă germană, producătoare de echipamente electrice înființată la Berlin sub conducerea lui Werner Siemens. Inițial s-a denumit Siemens & Halske.

## Arte, științe, literatură și filozofie
- Are loc premiera comediei Piatra în casă de Vasile Alecsandri, la Iași
- Charlotte Brontë publică Jane Eyre iar sora sa, Anne Brontë publică Agnes Grey
- Chicago Tribune. Cotidian publicat în Chicago, Illinois, SUA
- Franz Liszt concertează la Iași, în casa vistiernicului Alecu Balș, unde face cunoștință cu Vasile Alecsandri, Gheorghe Asachi și Costache Negri
- Honoré de Balzac publică Verișoara Bette
- În curtea Fabricii de Bere din Timișoara are locul primul concert în afara Vienei al lui Johann Strauss (fiul)

## Nașteri
- 11 februarie: Thomas Alva Edison, inventator american (d. 1931)
- 14 februarie: Maria Pia de Savoia, soția regelui Luís I al Portugaliei (d. 1911)
- 3 martie: Alexander Graham Bell, inventator american de origine scoțiană (d. 1922)
- 20 martie: Gavriil Musicescu, compozitor, muzicolog și dirijor român (d. 1903)
- 23 martie: A. D. Xenopol (Alexandru Dimitrie Xenopol), istoric de talie mondială, filosof, sociolog, economist și scriitor român (d. 1920)
- 31 martie: Hermann Volz, sculptor german (d. 1941)
- 10 aprilie: Joseph Pulitzer, jurnalist american de origine maghiară (d. 1911)
- 19 aprilie: Calistrat Hogaș, scriitor român (d. 1917)
- 13 iulie: Prințesa Leopoldina a Braziliei, fiica împăratului Pedro al II-lea (d. 1871)
- 20 iulie: Max Liebermann, pictor german (d. 1935)
- 9 august: Maria Vittoria dal Pozzo, soția regelui Amadeo al Spaniei (d. 1876)
- 2 octombrie: Paul von Hindenburg (n. Paul Ludwig Hans Anton von Beneckendorff und von Hindenburg), mareșal german, al doilea președinte al Republicii de la Weimar (d. 1934)
- 17 decembrie: Emile Faguet, critic și istoric literar francez (d. 1916)

## Decese
- 13 ianuarie: Arhiducele Joseph, Palatin al Ungariei (n. Joseph Anton Johann), 70 ani (n. 1776)
- 19 ianuarie: Antoinette Murat (n. Marie Antoinette Murat), 54 ani, bunica paternă a regelui Carol I al României (n. 1793)
- 15 februarie: José de Reboledo Palafox y Melzi, 71 ani, general spaniol (n. 1780)
- 21 aprilie: Friedrich von Gärtner, 55 ani, arhitect german (n. 1791)
- 30 aprilie: Arhiducele Carol, Duce de Teschen (n. Karl Ludwig Johann Josef Lorenz), 75 ani, fiul împăratului Leopold al II-lea (n. 1771)
- 29 mai: Emmanuel de Grouchy (n. Emmanuel Grouchy de Robertot), 80 ani, mareșal francez (n. 1766)
- 5 octombrie: Arhiducele Frederic Ferdinand de Austria, 26 ani (n. 1821)
- 20 noiembrie: Wilhelm al II-lea, Elector de Hesse, 70 ani (n. 1777)
- 17 decembrie: Arhiducesa Marie Louise a Austriei (n. Maria Ludovica Leopoldina Francisca Theresa Josepha Lucia), 56 ani, a doua soție a lui Napoleon I (n. 1791)